# La Trapa

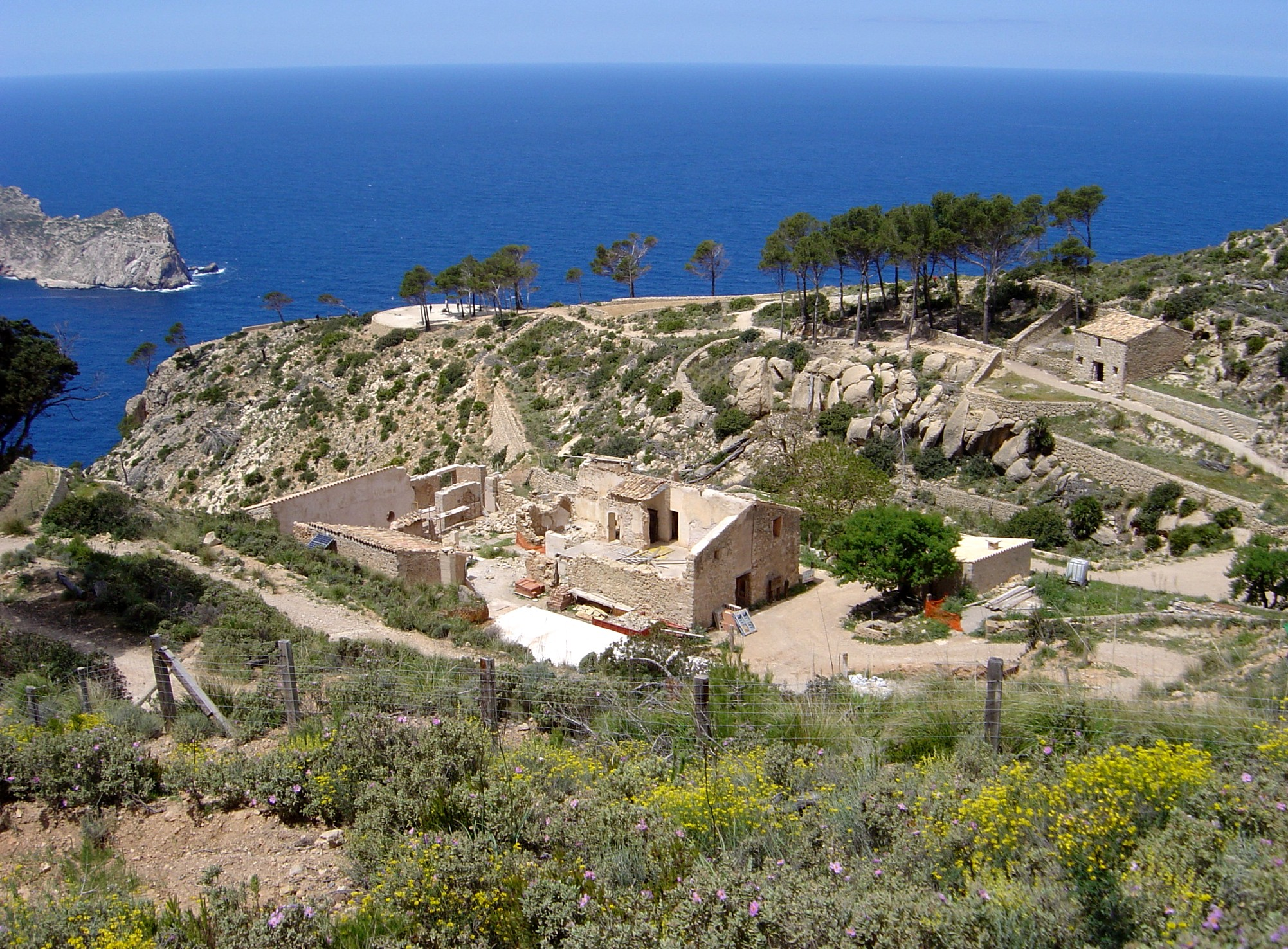
Das ehemalige Trappistenkloster La Trapa

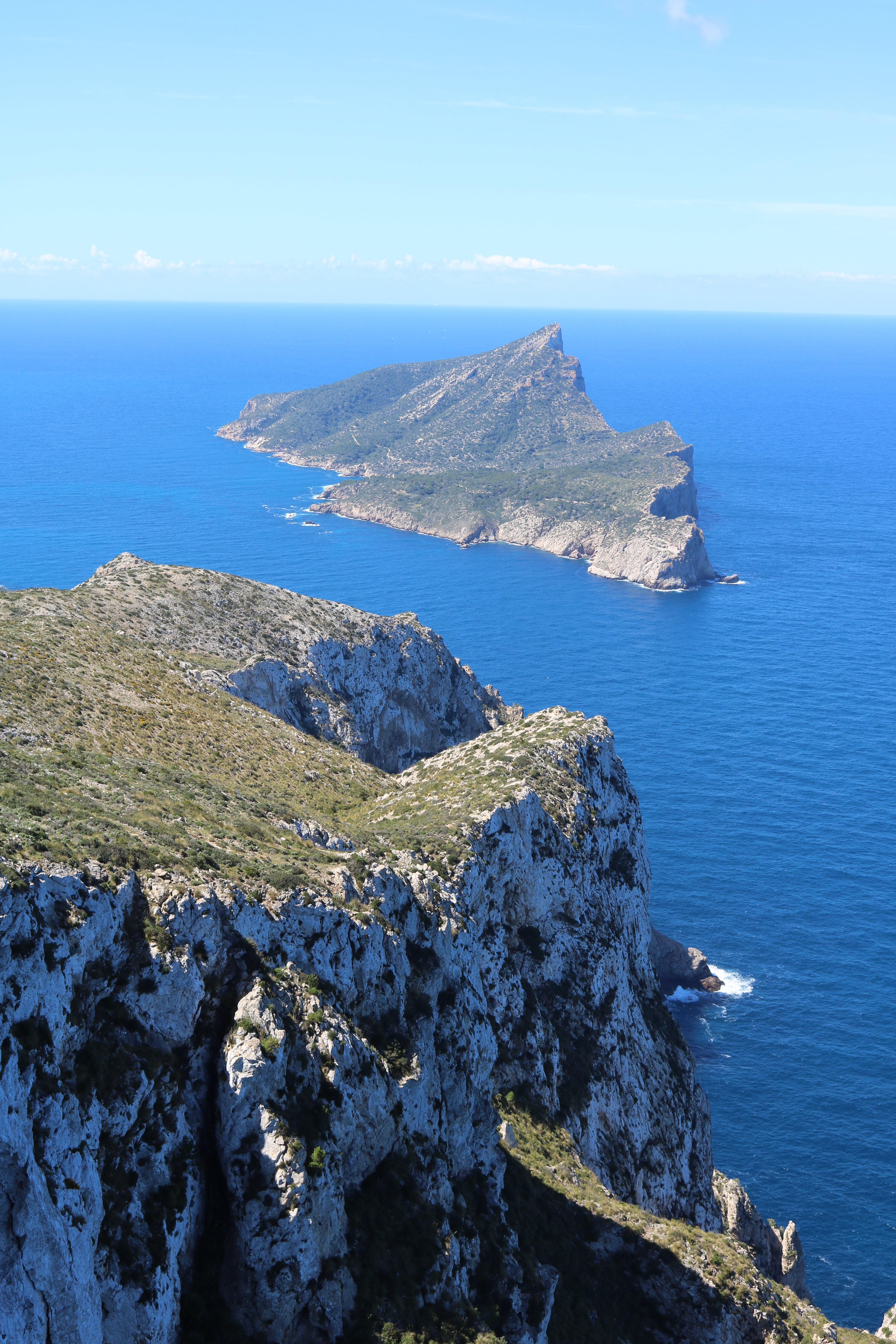
Klippenküste bei La Trapa mit Blick auf Sa Dragonera

La Trapa bezeichnet die Ruine eines abgelegenen Trappistenklosters auf der spanischen Baleareninsel Mallorca. Das ehemalige Klostergelände befindet sich im abgelegenen Tal Vall de Sant Josep zwischen den Orten Sant Elm und Estellencs im äußersten Südwesten des Gebirges Serra de Tramuntana.
Seit 1980 gehört das 81 Hektar große Gelände der mallorquinischen Naturschutzorganisation Grup Balear d’Ornitologia i Defensa de la Naturalesa (GOB), die die Anlage zur Gänze aus privaten und Spendenmitteln finanziert. Die Schirmherrschaft für die Restaurierung der Gebäude hat der Inselrat von Mallorca übernommen. Es ist geplant, die ehemaligen Klostergebäude als Herberge (Refugi) auf dem Fernwanderweg GR 221 einzurichten. Die Abkürzung GR steht für Senderos de Gran Recorrido. Bis 2024 wurde das aber nicht realisiert. Im Jahr 2013 zerstörte ein Waldbrand einen großen Teil der Vegetation der Finca.
2022 wurde das ehemalige Kloster unter Denkmalschutz gestellt.

## Geschichte des Klosters
Die Französische Revolution zwang eine Gruppe Trappistenmönche aus der Normandie, auf die Baleareninsel Mallorca zu flüchten. Im weit abseits von bewohnten Orten und an einer schwer zugänglichen Felsküste gelegenen Tal des Sankt Joseph siedelten sie sich an. Gefördert durch den Kanoniker Pere Roig, entstanden einfache Wirtschaftsgebäude und eine Kapelle. Der karge Boden wurde in Terrassenfelder eingeteilt sowie ein Brunnen und eine Mühle angelegt. Die Geschichte des Klosters dauerte jedoch nicht lange an. Schon im Jahr 1820 ist der Orden von La Trapa aufgelöst und das Kloster verlassen worden. Im Laufe der Zeit wurden die Gebäude geplündert und dem Verfall überlassen. Heute wird das Klostergelände von ehrenamtlichen Mitgliedern der Umweltorganisation GOB betreut.

## Erreichbarkeit
Das Vall de Sant Josep ist über eine stark gewundene Schotterpiste zugänglich, die sich von Sant Elm aus über den Gebirgspass Coll de ses Animes (365 m) zieht. Die Piste ist nur mit Geländewagen befahrbar und für den allgemeinen Verkehr gesperrt. Ein Wanderweg verbindet Sant Elm mit La Trapa über einen schmalen Saumpfad entlang der Steilküste. Dieser Weg erfordert Trittsicherheit und Schwindelfreiheit. Er eröffnet schöne Ausblicke auf die vorgelagerte Insel Sa Dragonera.
Relativ bequem zugänglich ist der etwa vierstündige Weg  (hin und zurück) ab der Ma-10 am Coll des sa Gremola, diese Strecke ist als Fernwanderweg GR 221 markiert.